# Дженкинс, Пэтти
Патриша Лиа Дженкинс (англ. Patricia Lea Jenkins, род. 24 июля 1971) — американский кинорежиссёр и сценарист.

## Биография
Дженкинс наиболее известна как режиссёр и автор сценария фильма 2003 года «Монстр», который принёс ей премию «Независимый дух». После его успеха она сосредоточилась на телевизионной карьере и в 2011 году была номинирована на премию «Эмми» за лучшую режиссуру драматического сериала и получила награду Гильдии режиссёров США за пилотный эпизод сериала «Убийство». Помимо этого она сняла отмеченный наградами телефильм 2011 года «Пять», а в 2013 году заняла место режиссёра сериала «Измена». В июне 2017 года в прокат вышел новый фильм режиссёра, «Чудо-женщина», основанный на одноимённой серии комиксов DC, и получивший положительные отзывы зрителей и критиков.

## Фильмография

### Полнометражные фильмы
| Год  | Название                           | Режиссёр | Продюсер       | Сценарист |
| ---- | ---------------------------------- | -------- | -------------- | --------- |
| 2003 | Монстр                             | Да       | Нет            | Да        |
| 2017 | Чудо-женщина                       | Да       | Нет            | Нет       |
| 2020 | Чудо-женщина 1984                  | Да       | Да             | Да        |
| 2023 | Чистильщик бассейнов               | Нет      | Да             | Нет       |
| TBA  | Звёздные войны: Эскадрилья «Изгой» | Да       | TBA            | Да        |
| TBA  | Безымянный фильм LEGO Group        | Да       | Да             | Да        |
| TBA  | Клеопатра                          | Нет      | Да             | Нет       |
| TBA  | Наркоман                           | Нет      | Исполнительный | Нет       |

### Короткометражные фильмы
| Год  | Название                  | Режиссёр | Продюсер       | Сценарист |
| ---- | ------------------------- | -------- | -------------- | --------- |
| 2001 | Просто драйв              | Да       | Нет            | Да        |
| 2001 | Правила скорости          | Да       | Нет            | Да        |
| 2017 | Эпилог: Миссия Этты       | Да       | Нет            | Нет       |
| 2024 | Чай                       | Нет      | Да             | Нет       |
| 2025 | Что происходит с птицами? | Нет      | Исполнительный | Нет       |
| TBA  | Дуг навсегда              | Нет      | Исполнительный | Нет       |

### Телевидение
| Год(ы)    | Название             | Режиссёр | Исполнительный продюсер | Примечания                                                  |
| --------- | -------------------- | -------- | ----------------------- | ----------------------------------------------------------- |
| 2004      | Замедленное развитие | Да       | Нет                     | Эпизод: "Один эпизод, где строят дом"                       |
| 2006      | Красавцы             | Да       | Нет                     | 2 эпизода                                                   |
| 2011      | Пять                 | Да       | Нет                     | Телефильм (сегмент: "Жемчуг")                               |
| 2011—2012 | Убийство             | Да       | Нет                     | 2 эпизода                                                   |
| 2013      | Измена               | Да       | Да                      | Эпизод: "Пилот"                                             |
| 2015      | На виду              | Да       | Да                      | Непроданный пилот                                           |
| 2019      | Имя мне Ночь         | Да       | Да                      | Режиссёр (2 эпизода) / Исполнительный продюсер (6 эпизодов) |